# Megan Terry
Megan Terry (Seattle, 22 de julio de 1932-Omaha, 12 de abril de 2023) fue una dramaturga, guionista y artista de teatro estadounidense. Ha producido más de cincuenta obras para teatro, radio y televisión, y es conocida fundamentalmente por su obra teatral de vanguardia de la década de 1960. Como miembro fundador de The Open Theatre, desarrolló una técnica de formación de actores y creación de personajes conocida como "transformación". Utilizó esta técnica para crear su obra Viet Rock en 1966, que fue tanto el primer musical de rock como la primera obra de teatro que abordaba la guerra en Vietnam.

## Biografía
Nació como Marguerite Duffy, siendo hija de Marguerite (de soltera Henry) y el empresario Harold Joseph en Seattle, Washington. En primer lugar se interesó por el teatro tras asistir a una obra de teatro a la edad de siete años. Escribió: "Fui y miré el escenario y me enamoré locamente... Sabía que quería hacer eso, fuera lo que fuera ". Cuando era niña, escribió, dirigió y diseñó decorados para producciones en el patio trasero de la casa de su familia, lo que le valió los apodos de "Tallulah Blackhead" y "Sarah Heartburn" por parte de su padre, al que no le agradaba su interés por el teatro.
Después de años de participación en obras de teatro escolares, Terry se convirtió en miembro de la Seattle Repertory Playhouse durante su último año en la escuela secundaria. La política liberal y el activismo de los directores de la compañía, Florence y Burton James, influyeron sobre su visión del teatro en la sociedad. Ella ha dado crédito a su influencia, así como al cierre en 1951 del Seattle Repertory Playhouse bajo la presión del Comité de Actividades Antiamericanas de la Cámara, a su posterior uso de comentarios políticos en el escenario.
Terry obtuvo una beca para la Escuela de Bellas Artes de Banff en Alberta, Canadá, donde se tituló en dirección de teatro, diseño y actuación. Mientras estuvo allí, hizo cursos de psicología y sociología en la Universidad de Alberta y trabajó como directora técnica del Teatro Infantil de Edmonton, donde se interesó por el teatro como herramienta para la educación de los jóvenes. A mitad de su carrera, Terry se vio obligada a regresar a Seattle cuando su abuelo enfermó gravemente. Terminó su licenciatura en la Universidad de Washington, donde obtuvo una licenciatura en Educación en 1952.
Después de graduarse, decidió centrarse en el teatro para niños y comenzó a enseñar en el conservatorio de espectáculos más antiguo de Seattle, la Cornish School of Allied Arts . También organizó su primer conjunto, los Cornish Players. En ese momento, estaba escribiendo una serie de controvertidas obras de teatro cortas para jóvenes que trataban temas como el sexo y la política, y adoptó un seudónimo para proteger su carrera profesional como dramaturga de sus colegas más conservadores. Eligió el nombre Megan porque era la raíz celta de Marguerite, y Terry en homenaje a la actriz Ellen Terry del siglo XIX.

## Nueva York, The Open Theatre yViet Rock
Terry fue criticada por el nerviosismo de sus primeras obras, Beach Grass and Go out (1955) y Move the Car (1955). Se sintió cada vez más frustrada con la moderación creativa y la contención política en la comunidad teatral de Seattle y decidió mudarse a la ciudad de Nueva York. Una vez allí, continuó escribiendo obras de teatro sobre temas sociales y políticos, incluida The Magic Realist (1960), que utiliza técnicas de vodevil para burlarse de la desigualdad que genera la estructura de poder económico capitalista sobre los individuos, las familias y la justicia penal, y Ex-Miss Copper Queen on a Set of Pills, la historia de una ex reina de belleza que ha comenzado a trabajar como prostituta para apoyar su adicción a las drogas. Ex-Miss Copper Queen on a Set of Pills se estrenó en 1963 en el taller de la unidad de dramaturgos de Edward Albee. A pesar del éxito de estas primeras producciones, Terry tuvo que ganarse la vida trabajando como actriz en series de televisión.
En su tiempo libre, comenzó a entrar en contacto con la comunidad teatral, por ejemplo con la también dramaturga Maria Irene Fornes y el director Joseph Chaikin. Chaikin trabajaba entonces con The Living Theatre. Terry y Chaikin, junto con Peter Feldman y Barbara Vann, fundaron The Open Theatre en 1963. The Open Theater fue una cooperativa que comenzó como un laboratorio experimental cerrado evolucionando hacia un colectivo teatral. The Open Theater utilizó los métodos del movimiento de teatro colectivo mundial y se inspiró particularmente en el trabajo de la profesora de actuación, Nola Chilton, y la innovadora de los juegos de teatro, Viola Spolin.
Junto con sus compañeros de The Open Theatre, Terry comenzó a trabajar en ejercicios para producir un nuevo tipo de actuación colaborativa basada en un "programa radical de participación comunitaria en el conjunto colaborativo y no jerárquico" que consideraba el concepto de "obra" como un proceso y no como el producto final. Las producciones resultantes exhibieron cambios repentinos en el estado de ánimo, el tiempo o el carácter destinados a interrumpir el sentido de inmersión de la audiencia y centrarse en crear un estado emocional cambiante. Estas técnicas dieron como resultado una experiencia teatral que la académica feminista Rebecca Bell-Metereau describió como llena de "... lenguaje terrenal, contenido sexual y político, segmentos musicales, humor y toques de vodevil [que] se combinan para crear experiencias vivas y dinámicas para audiencias ".
La contribución más significativa de Terry al creciente repertorio de ejercicios de The Open Theatre fue la "transformación", en la que los actores improvisaban el diálogo escuchado en un esfuerzo por "transformarse" en personajes que se enfrentaban a diversas situaciones. Estos ejercicios alimentaron el trabajo de Terry mientras ella y la compañía producían obras como Keep Tightly Closed in a Cool Dry Place en el Sheridan Square Playhouse y Gloaming, Oh My Darling en el Martinique Theatre, ambas en 1965. Los experimentos de teatro autoguiados fueron interrumpidos por la indignación del colectivo ante la decisión de Estados Unidos de ir a la guerra con Vietnam. En protesta, Terry y su colectivo comenzaron a trabajar en lo que se convertiría en Viet Rock.
Dado que fue el primer musical de rock escrito e interpretado en los Estados Unidos, y la primera obra que aborda la participación de Estados Unidos en Vietnam, Viet Rock fue una producción histórica tanto para The Open Theatre como para Terry como dramaturga. La pieza creada colectivamente evolucionó a partir de improvisaciones de taller en el laboratorio de The Open Theatre, con música de Marianne de Pury. El musical se estrenó Off-Off Broadway en La MaMa Experimental Theatre Club y tuvo una vista previa en el Yale Repertory Theatre antes de estrenarse en el Martinique Theatre el 10 de noviembre de 1966.
Terry describió a Viet Rock como una "película de guerra popular" sobre las "futilidades e irrelevancias" de la guerra y las "pesadillas, fantasías, arrepentimientos, terrores, confusiones" de la guerra de Vietnam. Viet Rock transmite "el bombardeo de impresiones que recibimos de los medios de comunicación" junto con testimonios de primera mano sobre la guerra. Siguiendo las vidas de siete soldados en el frente, el elenco predominantemente femenino yuxtapuso escenas íntimas, como un niño gateando sobre su vientre y diciendo: "¡No puedo esperar hasta llegar allí y hacer una matanza en el mercado negro!" con actores interpretando temas de rock de ritmo rápido como "¡Vamos a ser gay con LBJ!" De forma similar a los ejercicios de "transformación" realizados anteriormente en los talleres, Viet Rock recopiló las historias personales de los veteranos y las incorporó a un testimonio satírico contra la guerra con una banda sonora de rock and roll. Richard Schechner describió al Viet Rock como "isabelino en alcance y tono" y comparó la técnica utilizada por The Open Theater con la de Shakespeare. Algunos elogiaron el vigor de la protesta social de la obra, mientras que otros no. El crítico del New York Times, Walter Kerr, calificó el musical de "verdaderamente angustioso" y "un ruido esencialmente irreflexivo que viene de las entrañas".
Uno de los miembros del reparto, Gerome Ragni, tomó prestado el tema antibélico, la técnica de improvisación y la estética del rock and roll de Terry para crear el musical Hair con el también actor James Rado. El dramaturgo canadiense Gary Botting señaló: "Es justo decir que Viet Rock no tenía rival en popularidad en Off-Off-Broadway hasta el advenimiento del musical de rock que fue dirigido por el mismo hombre, el musical de rock que pareció conquistar el mundo tormenta: Hair ".
Tras las críticas mixtas por Viet Rock, que fue traducido y producido internacionalmente, Terry dejó Nueva York y The Open Theatre. Se mudó a Minnesota y se convirtió en escritora del Firehouse Theatre de Minneapolis, donde anteriormente había trabajado como becaria de la Fundación Rockefeller durante el desarrollo de Keep Tightly Closed in a Cool Dry Place. Durante varios años, dividió su tiempo entre el teatro en Minnesota y encargos para televisión y radio pública, incluido el programa Home: Or Future Soap (1968). Regresó a la ciudad de Nueva York para desarrollar nuevas obras como Changes (1968) en La MaMa Experimental Theatre Club, St. Hydro Clemency y Massachusetts Trust, todas dirigidas por Tom O'Horgan.
Approaching Simone ((Acercándose a Simone (1970), la obra de Terry sobre la filósofa feminista francesa del siglo XX Simone Weil, ganó el premio Obie 1969/1970 a la mejor obra de teatro Off-Off Broadway. Terry se interesó más por el feminismo después de la producción de Approaching Simone y comenzó a trabajar para aumentar la visibilidad de las mujeres en el teatro. Junto con Fornes, Rosalyn Drexler, Julie Bovasso, Adrienne Kennedy y Rochelle Owens, Terry fundó el Women's Theatre Council de Nueva York en 1972. Aunque el grupo duró poco, sirvió como organización de autoconciencia feminista a principios del desarrollo del teatro feminista de los años 70 y facilitó la autoría de numerosas e importantes obras feministas. Mientras estaba en Nueva York, Terry volvió a entrar en contacto con Chaikin y The Open Theatre para trabajar con sus compañeros dramaturgos Sam Shepard y Jean-Claude van Itallie en la última producción de la compañía, Nightwalk, en 1973. Después de esta producción, Terry volvió a salir de Nueva York y se instaló en el Magic Theatre de Omaha, Nebraska, donde permaneció como dramaturga y directora literaria durante el resto de su carrera.

## Premios y reconocimientos
En reconocimiento a sus logros e innovaciones en el teatro, Terry fue elegida miembro vitalicia del College of Fellows of the American Theatre en 1994. Sus otros premios incluyen el Dramatists Guild Award (Premio del Gremio de Dramaturgos) de 1983, una Medalla de Plata de la Academy of Theatre Arts (Academia de Artes Teatrales) por "distinguidas contribuciones y servicios en el teatro estadounidense", una beca de Yale y otra de Guggenheim, un premio Robert Chesley, dos becas de la Fundación Rockefeller, y una beca de literatura del National Endowment for the Arts.
Sus documentos se guardan en la Biblioteca Pública de Artes Escénicas de Nueva York en el Lincoln Center y en la Biblioteca Pública de Omaha . Muchas de sus obras están disponibles en Alexander Street Press, y algunas están disponibles en la Biblioteca de Teatro de Rutgers.

## Selección de Obras

### Teatro
- 1955: Beach Grass - Seattle, Washington
- 1955: Go Out and Move the Car - Seattle, Washington
- 1955: Seascape - Seattle, Washington
- 1961: New York Comedy - Saratoga, Nueva York
- 1963: Ex Miss Copper Queen on a Set of Pills - Sheridan Square Playhouse, Nueva York
- 1963: Eat at Joe's - The Open Theatre, Nueva York
- 1963: When My Girlfriend Was Still All Flowers - The Open Theatre, Nueva York
- 1964: Calm Down Mother - Sheridan Square Playhouse, Nueva York
- 1965: Keep Tightly Closed in a Cool, Dry Place - Firehouse Theatre, Minneapolis
- 1966: The Magic Realists - La MaMa Experimental Theatre Club[20] y Sheridan Square Playhouse, Nueva York
- 1966: Comings and Goings - La MaMa Experimental Theatre Club[21]
- 1966: In the Gloaming, Oh My Darling - Teatro Martinica
- 1966: Viet Rock: A Folk War Movie (música de Marianne de Pury ) - La MaMa Experimental Theatre Club[22][23] y Martinique Theatre[24] y The Open Theatre, Nueva York (publicado por Broadway Play Publishing en Plays por Megan Terry)
- 1967: The People vs. Ranchman - La MaMa Experimental Theatre Club (producido por el Firehouse Theatre, Minneapolis)[25]
- 1968: Massachusetts Trust - Spingold Theatre, Brandeis University, Waltham, Massachusetts[26]
- 1968: Changes - dirigida por Tom O'Horgan en La MaMa Experimental Theatre Club[27]
- 1968: Keep Tightly Closed in a Cool Dry Place - La MaMa Experimental Theatre Club[28]
- 1970: Approaching Simone - La MaMa Experimental Theatre Club[29] y Boston University Theatre, Boston, Massachusetts (publicado por Broadway Play Publishing en Plays by Megan Terry)
- 1973: Couplings and Groupings
- 1973: Nightwalk (con Sam Shepard y Jean-Claude van Itallie ) - The Open Theatre, Nueva York
- 1974: Babes In The Bighouse - Magic Theatre, Omaha, Nebraska (publicado por Broadway Play Publishing en Plays by Megan Terry)
- 1974: Hothouse
- 1974: Calm Down Mother y The Gloaming, Oh My Darling - La MaMa Experimental Theatre Club[30]
- 1978: American King's English for Queens
- 1979: Attempted Rescue on Avenue B: A Beat Fifties Comic Opera
- 1979: Goona Goona - Magic Theatre, Omaha, Nebraska (publicado por Broadway Play Publishing)
- 1982: Molly Bailey's Traveling Family Circus: con escenas de la vida de Mother Jones
- 1985: Objective Love I - Magic Theatre, Omaha, Nebraska (publicado por Broadway Play Publishing, 2012)
- 1990-1992: Star Path Moon Stop - escrito y llevado a una gira para Magic Theatre
- 1995: No Kissing in Hall - encargado por J. Larson de Rose Theatre, Omaha, Nebraska

### Televisión
- 1955: The Dirt Boat - KING-TV, Seattle, Washington
- 1968: Home or Future Soap (dirigida por Glenn Jordan ) - Channel 13 NYC
- 1969: One More Little Drinkie - Canal 13 NYC

### Radioteatro
- 1968: Sanibel y Captiva ( radioteatro producida en la radio nacional por PBS -Boston)
- 1972: American Wedding Ritual Monitored/Transmitted by the Planet Jupiter
- 1974: Home: Or Future Soap[31]